# Agrostis agrostiflora
Agrostis agrostiflora là một loài thực vật có hoa trong họ Hòa thảo. Loài này được (Beck) Janch. & H.Neumayer mô tả khoa học đầu tiên năm 1944.